# Macarostola coccinea
Macarostola coccinea är en fjärilsart som först beskrevs av Walsingham 1900.  Macarostola coccinea ingår i släktet Macarostola och familjen styltmalar. Inga underarter finns listade i Catalogue of Life.